# 우리들이 있었다
《우리들이 있었다》(일본어: 僕等がいた)는 〈베츠코미〉(쇼가쿠칸)에서 연재된 오바타 유키의 만화 작품이다.
2004년 제50회 쇼가쿠칸 만화상 (소녀 부문)을 수상하였고, 총 판매수는 1000만 부를 돌파했다. 2006년 7월부터 12월까지 텔레비전 애니메이션으로 방송되었다. 단행본 전 16권과 팬북이 간행되었다.

## 줄거리
설레는 가슴으로 고등학교에 입학한 타카하시 나나미는 새로운 친구들을 사귀며 고등학교 생활을 순조롭게 시작하는 듯 했다. 하지만, 중학교 때 반 여학생의 3분의 2가 좋아했었다고 소문난 인기남 야노 모토하루와는 그리 좋다고 할 수 없는 첫 만남을 이룬다. 티격태격하며 함께 지내는 동안 나나미는 조금씩 야노에게 끌리지만, 예전에 사고로 잃은 여자친구를 완전히 잊지 못한 채였다. 우여곡절을 거쳐 나나미는 야노와 교제를 시작하지만 야노가 집안 사정으로 인해 도쿄로 상경하며 원거리 연애를 시작하게 되고 나나미는 도쿄에 있는 대학교로 진학하기로 하며 재회를 약속한다. 다음 해, 나나미가 도쿄에 있는 대학교로 진학하지만 야노는 소식불통이 되어있었고 애타게 야노를 기다리던 어느 날, 나나미와 야노는 재회를 하게 되지만 야노는 마치 딴사람 같았는데...

## 등장인물
타카하시 나나미
목소리 - 사사키 노조미
9월 27일 출생. 천칭자리. 혈액형 A형. 신장 155cm.
닉네임은 〈나나〉.
밝고, 적극적인 성격이지만 울보. 조금 천연으로 키가 작은 동안의 여자 아이. 고1 때 야노와 교제하기 시작했지만, 그는 고2 겨울에 도쿄에 전학가 버린다. 원거리 연애가 되고 나서 도쿄에서 재회할 약속은 지키지 못하고, 야노는 소식 불명이 되었다. 그 후, 도쿄의 S여자대를 졸업해 현재는 출판사에 근무하면서 타케우치 마사후미와 교제하고 있었지만, 프러포즈를 거절해 이별을 전해들어 버렸다.
야노 모토하루
목소리 - 야자키 히로시
7월 23일 출생. 게자리. 혈액형 O형. 신장 174cm (자칭).
여자친구(야마모토 나나)를 교통사고로 잃은 과거를 가진다. 외곬. 얼굴 좋아. 머리 좋아. 운동신경도 좋고 수영이 특기. 반 여학생 3분의 2가 좋아하는 남자 아이. 타케우치에게는 모토로 불리고 있다. 고1때 나나미와 교제하기 시작해 고2 겨울에 모친의 사정으로 도쿄에 가, 나나미와는 원거리 연애가 된다. 도쿄에서 당분간 생활할 때에 모친을 자살로 잃어, 그 쇼크로 〈과거를 버린다〉라고 타케우치에게 나나미를 맡기고 홋카이도에 돌아와, 몸을 숨겼다. 현재는 부친의 호적에 들어간 성 씨를 〈나가쿠라〉라고 바꾸고, 도쿄의 디자인 팀에서 일하면서 야마모토 유리와 동거하고 있다.
타케우치 마사후미
목소리 - 카와쿠보 타쿠지
4월 13일 출생. 양자리. 혈액형 O형. 신장 178cm.
야노의 소꿉친구로 절친한 친구. 술 판매점 아들. 누구에게라도 상냥하고, 의지가 되는 남자 아이. 야노에게는 타케로 불리고 있다. 도쿄의 W대학을 졸업 후, 외자계 컨설팅 회사에 입사. 나나미와 교제하고 있었지만, 마음의 거리가 줄어들지 않기 때문에 스스로는 나나미를 행복하게 할 수 없다고 느껴 〈두 번 다시 만나지 않는다〉라고 이별을 고했다.
야마모토 유리
목소리 - 나카야마 에리나
11월 16일 출생. 전갈자리. 혈액형 B형. 신장 158cm.
나나미의 동급생. 야노와 같은 중학교 출신. 야마모토 나나의 여동생. 중학생 시절부터 야노를 좋아해서 언니의 죽음을 계기로 야노와 한 번 관계를 가진다. 야노가 홋카이도로 돌아온 뒤를 쫓아 도쿄의 대학을 그만두고 자신도 홋카이도로 돌아간다. 실종 후의 야노가 있는 곳을 알고 있던 유일한 인물이며, 현재는 야노와 도쿄에서 동거하고 있다.
야마모토 나나
목소리 - 유린
7월 29일 출생. 사자자리. 혈액형 B형. 신장 161cm.
야노보다 한 살 연상인 중학생 시절의 옛 여자친구. 야마모토 유리의 언니. 야노를 만나기 전에 교제하고 있던 옛 남자친구와 드라이브 중에 교통사고를 당해 죽었다.
미즈구치
목소리 - 시미즈 카오리
나나미의 친구. 나나미와 친구들에게는 〈미즈찡〉이라고 불리고 있다. 야노를 좋아했다.
홋카이도의 대학에 진학했기 때문에 나나미와는 멀어졌지만, 지금도 가끔 연락을 하고 있다.
타케우치 아야카
목소리 - 에노모토 아츠코
타케우치 마사후미의 누나. 쥬얼리 숍에 근무해, 현재는 점장을 맡고 있다. 기혼자.
센겐지 아키코 (단행본 11권부터)
9월 28일 출생.
도쿄의 학교에서 야노의 동급생이었다. 재색 겸비. J대 졸업 후에 취직한 출판사에서 나나미와 만나, 사이가 좋아진다. 동급생인 야노에게 호감을 갖고 있어서, 나나미를 부럽게 생각했을 무렵도 있었지만, 현재는 야노와 별로 관계를 갖고 싶지 않다고 생각한다. 나나미에게 타케우치와 있는 편이 행복하다고 설득하거나, 끝날 무렵을 느끼는 타케우치를 격려하거나 하고 있었다.
코타로
도쿄의 학교에서 야노의 동급생이었다. 센겐지를 좋아한다.
지금도 야노와 연락을 하고 있는 것을 센겐지 등에게는 숨기고 있었다.

## 단행본
오바타 유키 《우리들이 있었다》 쇼가쿠칸 〈플라워 코믹스〉 전 16권
1. 2002년 10월 26일 발매, ISBN 4-09-138191-X
2. 2003년 2월 26일 발매, ISBN 4-09-138192-8
3. 2003년 6월 26일 발매, ISBN 4-09-138193-6
4. 2003년 11월 26일 발매, ISBN 4-09-138194-4
5. 2004년 4월 26일 발매, ISBN 4-09-138195-2
6. 2004년 7월 26일 발매, ISBN 4-09-138196-0
7. 2004년 12월 20일 발매, ISBN 4-09-138197-9
8. 2005년 4월 25일 발매, ISBN 4-09-138198-7
9. 2005년 12월 20일 발매, ISBN 4-09-130280-7
10. 2006년 5월 26일 발매, ISBN 4-09-130437-0
11. 2006년 11월 24일 발매, ISBN 4-09-130718-3
12. 2007년 8월 24일 발매, ISBN 978-4-09-131080-4
13. 2009년 10월 26일 발매, ISBN 978-4-09-132716-1
14. 2010년 8월 26일 발매, ISBN 978-4-09-133390-2, 〈우리들이 있었다 번외편〉 (〈베츠코미〉 2010년 5월호) 수록
15. 2011년 6월 24일 발매, ISBN 978-4-09-133798-6
16. 2012년 3월 26일 발매
  - 통상판 ISBN 978-4-09-134317-8
  - 미니 일러스트집 첨부 한정판 ISBN 978-4-09-159114-2

## 애니메이션
2006년 7월부터 12월까지 방송되었다. 전 26화.

### 스태프
- 원작 - 오바타 유우키 (쇼가쿠칸 간 " 월간 베쓰코미 " 연재)
- 원안 협력 - 야마우치 야스코, 타카시나 미나미, 오카자키 신지로우 (쇼가쿠칸 "월간 베쓰코미" 편집부)
- 감독 - 다이치 아키타로
- 치프 디렉터 - 소토메 코이치로
- 시리즈 구성 - 이케다 마미코
- 캐릭터 디자인 - 시라이신 메이
- 미술 감독 - 시바타 치카코
- 색체 설계 - 니시오 리카
- 촬영 감독 - 사이토 아키오
- 편집 - 마츠무라 마사히로
- 음악 - 아베 준, 무토 세이지
- 음향 감독 - 타나카 카즈야
- 애니메이션 제작 - 아트랜드
- 제작 - 〈우리들이 있었다〉 제작 위원회(마벌러스 엔터테인먼트, 포니캐년, 스카파 웰 싱크, 쇼가쿠칸)

### 주제가
오프닝 테마
「너만을…(君だけを…)」
작사 - Maika / 작곡・편곡 - 모리 유미코 / 노래 - Mi
엔딩 테마
「사랑해(アイシテル)」 （제1,8,10화)
작사 - Maika / 작곡 - Mi + T / 편곡 - TATSUKI + Michitaro / 노래 - Mi
「여기에 있어 줘(ここにいて)」 （제2,5,24화)
작사 - 다이치 아키타로 / 작곡 - 테즈카 오사무 / 편곡 - 타케토 세이지 / 노래 - 아소 카호리
「선셋(サンセット)-album version-」 （제3,18화）
작곡 - 카와시마 아이 / 편곡 - j / 노래 - Mi
「좋아하니까(好きだから)」 （제4,6화）
작사 - 다이치 아키타로 / 작곡 - 아베 준 / 편곡 - 무토 세이지 / 노래 - 카토 이즈미
「두 사람의 계절이(ふたりの季節が)」 （제7,9,11,13화）
작사 - 다이치 아키타로 / 작곡 - 아베 준 / 편곡 - 무토 세이지 / 노래 - 사사키 노조미
「너무 아름다워서(美しすぎて)」 （제12화）
작사 - 야마가미 미치오 / 작곡 - 무라이 쿠니히코 / 편곡 - 타카하시 켄 / 노래 - 카토 이즈미
「네가 있어(キミがいる)」 (제14화)
작사・작곡 - 타카하시 켄 / 편곡 - 무토 세이지 / 노래 - 카토 이즈미
「메리 고 라운드(メリーゴーラウンド)」 (제15,16,19,22화)
작사・노래 - 사사키 노조미 / 작곡 - 아베 준 / 편곡 - 무토 세이지
「말(言葉)」 (제17,20,21,23,25,26화)
작사・작곡・편곡 - 타카하시 켄 / 노래 - 카토 이즈미
「별을 세기보다도(星を数えるよりも)」 제16화（삽입곡）,제18화에서는 허밍
작사・작곡・노래 - 오오츠 미키 / 편곡 - 오오츠 미키 ,tetsu-yeah
삽입곡
「Milkey Way」（제10화）
작사・노래 - 야스하라 레이코 / 작곡・편곡 - COUGEN
「푸른하늘(青空)」（제13화）
작사・작곡・편곡 - 타카하시 켄 / 노래 - 카토 이즈미

### 각 편 목록
| 회차 | 제목    | 각본          | 그림 콘티                        | 연출                          | 작화 감독                                                                     |
| ---- | ------- | ------------- | -------------------------------- | ----------------------------- | ----------------------------------------------------------------------------- |
| 1    | 제1화…  | 오가와 미즈키 | 다이치 아키타로 사사키 노조미    | 소~토메 코이치로              | 시라이신 메이                                                                 |
| 2    | 제2화…  | 야마다 유카   | 다이치 아키타로 사사키 노조미    | 요코타 와                     | 아라오 히데유키                                                               |
| 3    | 제3화…  | 이케다 마미코 | 사야마 세이코                    | 무라타 나오키                 | 카와시마 마사루、아라이 노부히로 우지이에 요시히로                            |
| 4    | 제4화…  | 오가와 미즈키 | 다이치 아키타로                  | 시모다 히사토                 | 오제키 미야비                                                                 |
| 5    | 제5화…  | 야마다 유카   | 이마이즈미 켄이치                | 이마이즈미 켄이치             | 이마이즈미 켄이치                                                             |
| 6    | 제6화…  | 이케다 마미코 | 미야시타 신페이                  | 나카가와 사토시               | 이노 토시아키                                                                 |
| 7    | 제7화…  | 오가와 미즈키 | 요코타 와                        | 요코타 와                     | 요시다 사키코                                                                 |
| 8    | 제8화…  | 야마다 유카   | 미야케 유이치로                  | 타카시마 다이스케             | 아라오 히데유키                                                               |
| 9    | 제9화…  | 이케다 마미코 | 다이치 아키타로 소~토메 코이치로 | 미야시타 신페이               | 핫토리 이치로                                                                 |
| 10   | 제10화… | 오가와 미즈키 | 다이치 아키타로 소~토메 코이치로 | 카와사키 밋스루               | 히야시 아케미、카와사키 밋스루 오토치마 사 유키                               |
| 11   | 제11화… | 야마다 유카   | 나리타토 시노리                  | 나리타토 시노리               | 나시이 테루미 소노베 아이코                                                   |
| 12   | 제12화… | 오가와 미즈키 | 미야시타 신페이                  | 나카가와 사토시               | 킨 이키                                                                       |
| 13   | 제13화… | 오가와 미즈키 | 에가미 키요시                    | 아리하라 세이지               | 야마가타 아키                                                                 |
| 14   | 제14화… | 야마다 유카   | 요코타 와                        | 요코타 와                     | 요시다 사키코 아라오 히데유키                                                 |
| 15   | 제15화… | 오가와 미즈키 | 토노카츠 히데키                  | 토노카츠 히데키               | 시가 미치노리 무라카미 나오키                                                 |
| 16   | 제16화… | 오가와 미즈키 | 다이치 아키타로                  | 타카시마 다이스케             | 니시이 테루미 소노베 아이코                                                   |
| 17   | 제17화… | 야마다 유카   | 하타 히로유키                    | 하타 히로유키 미즈모토 하즈키 | 츠즈키 유카코、요시다 사키코 오토치마사 유키、아라오 히데유키                 |
| 18   | 제18화… | 이케다 마미코 | 다이치 아키타로 소~토메 코이치로 | 나카가와 사토시               | 킨 이키                                                                       |
| 19   | 제19화… | 오가와 미즈키 | 미야시타 신페이                  | 오카지마 쿠니토시             | 야마가타 아키                                                                 |
| 20   | 제20화… | 이케다 마미코 | 하타노 코헤이                    | 안도 켄                       | 나카노 아키코                                                                 |
| 21   | 제21화… | 야마다 유카   | 미야시타 신페이                  | 미야타 료                     | 니시이 테루미 소노베 아키오                                                   |
| 22   | 제22화… | 이케다 마미코 | 소~토메 코이치로                 | 시라이시 미치타               | 시가 미치노리 무라카미 나오키                                                 |
| 23   | 제23화… | 이케다 마미코 | 나리타토 시노리                  | 나리타토 시노리               | 아라오 히데유키、오토치마사 유키 시게마츠 신이치                              |
| 24   | 제24화… | 오가와 미즈키 | 미야시타 신페이                  | 나카가와 사토시               | 킨 이키                                                                       |
| 25   | 제25화… | 야마다 유카   | 요코타 와                        | 요코타 와                     | 요시히다 사키코, 무라카미 나오키 아라오 히데유키                              |
| 26   | 제26화… | 이케다 마미코 | 다이치 아키타로                  | 소~토메 코이치로              | 묘친 소라사쿠、오토치마사 유키 요시다 사키코、아라오 히데유키 시라이 노부아키 |